# Calixa Lavallée
Calixa Lavallée, (ur. 28 grudnia 1842 w Montrealu, zm. 21 stycznia 1891) – kanadyjski kompozytor i instrumentalista; autor pieśni patriotycznej "O Canada", która stała się hymnem Kanady.
W świat muzyki wprowadził go ojciec, który był wytwórcą instrumentów muzycznych. Już jako dziecko nauczył się grać na pianinie, skrzypcach, organach i trąbce. W 1855 rozpoczął studia na konserwatorium muzycznym w Montrealu w klasie fortepianu. Od 1857 rozpoczął karierę muzyka koncertowego, dając występy w Kanadzie, USA i Południowej Afryce. W 1861 zaciągnął się da armii Unii i wziął udział w wojnie secesyjnej. Zdemobilizowany w 1863 powrócił do Kanady, gdzie intensywnie koncertował prowadząc jednocześnie działalność pedagogiczną. W latach 1865–1866 przebywał w Kalifornii. W 1866 ożenił się z mieszkanką Nowej Anglii i osiadł w Massachusetts. W latach 1870–1872 był dyrektorem Grand Opera House w Nowym Jorku. Po wygaśnięciu kontraktu powrócił do Kanady, gdzie w Montrealu otworzył znaną szkołę muzyczną, zajmując się także organizacją lokalnego życia muzycznego. W początku lat osiemdziesiątych XIX wieku ponownie przeniósł się do Bostonu, gdzie pozostał aż do śmierci.
Najbardziej znanym dziełem muzycznym Lavallee była patriotyczna pieśń O Canada, która w 1980, na długo po śmierci jej autora, stała się oficjalnym hymnem państwowym Kanady.